# Terroranschläge in Istanbul 2003
Ende 2003 wurde Istanbul Ziel einer Serie verheerender Terroranschläge am 15. und 20. November 2003. Am Samstag, dem 15. November, explodierte jeweils eine Autobombe vor Istanbuls größter Synagoge Neve Shalom (Beyoğlu, früher Galata-Viertel) sowie der fünf Kilometer davon entfernten Beth-Israel-Synagoge. 24 Menschen starben und mehr als 240 Personen wurden zum Teil schwer verletzt.
Am 20. November kam es zu zwei weiteren Anschlägen auf das Gebäude der britischen HSBC-Bank (Levent) und des britischen Konsulats (Beyoglu). Dabei werden 33 Menschen getötet, über 400 Personen verletzt.

## Die Anschläge am 15. November
Am Samstag, dem 15. November, explodierte jeweils eine Autobombe vor Istanbuls größter Synagoge Neve Shalom sowie vor der fünf Kilometer davon entfernten Beth-Israel-Synagoge im Stadtteil Beşiktaş.
Neve Shalom liegt in einer belebten Straße und war am Schabbat, dem jüdischen Feiertag, mit Gläubigen gefüllt. Bei den beiden Anschlägen kamen 24 Menschen zu Tode – betende Juden, aber auch Moslems, die in nahegelegenen Moscheen als Sicherheitsleute oder in umliegenden Geschäften arbeiteten. Darüber hinaus wurden über 300 Personen verletzt.
An den beiden Synagogen waren ca. jeweils 400 kg Sprengstoff detoniert.

## Die Anschläge am 20. November
Ein Kleintransporter fuhr um elf Uhr Ortszeit in das britische Konsulat, kurz danach ereignete sich eine gewaltige Explosion. Unter den Todesopfern war der britische Generalkonsul Roger Short.
Die Zentrale der britischen HSBC-Bank in der Türkei, ein 20-stöckiges Gebäude an einer mehrspurigen Hauptverkehrsader im Istanbuler Bankenviertel Levent, war zeitgleich der zweite Tatort. Die Explosion vor der HSBC-Bank traf auch ein nahegelegenes Einkaufszentrum, in dem sich Tausende Menschen aufhielten. Unter den mindestens 27 Toten der Anschläge waren nach Angaben des Gouverneurs von Istanbul Muammer Güler weitere drei britische Staatsangehörige. Bei der türkischen Nachrichtenagentur Anadolu ging später ein anonymer Anruf ein, in dem sich al-Qaida und die türkische Islamistengruppe İBDA-C (Front der Krieger des Islamischen Großen Ostens) gemeinsam zu der Tat bekannten.
Auch für die Anschläge auf die beiden Synagogen hatte zunächst die Gruppe IBDA-C die Verantwortung übernommen. Später ging eine E-Mail bei einer arabischen Zeitung ein, in der sich eine der al-Qaida zugehörige Gruppe namens „Brigaden des Märtyrers Abu Hafs el Masri“ zu den Anschlägen bekannt haben soll. Die Selbstmordattentäter konnten durch Genanalysen identifiziert werden und auch über sie konnte eine Verbindung zwischen beiden Anschlagserien hergestellt werden.
2003 gab es davor mehrere Attacken gegen britische Einrichtungen in der Türkei. In der Nacht zum 3. April explodierte ein kleinerer Sprengsatz vor der Visa-Abteilung des britischen Konsulats. Er richtete nur geringen Schaden an, verletzt wurde damals niemand. Nur fünf Tage später explodierten drei schwache Sprengsätze in der westtürkischen Stadt İzmir, einer in unmittelbarer Nähe des dortigen britischen Konsulats. Am 31. Mai schließlich detonierten mehrere kleine Sprengsätze vor zwei Filialen der HSBC-Bank, ebenfalls ohne schwerwiegende Folgen.

## Strafprozess
Als Täter wurden im Nachhinein 73 Islamisten ausfindig gemacht und angeklagt. Der erste Prozess dazu ging am 16. Februar 2007 mit sieben Urteilen zu lebenslanger Freiheitsstrafe zu Ende. Gegen 40 der insgesamt 73 Angeklagten verhängte das Gericht Gefängnisstrafen (von drei Jahren und neun Monaten bis zu 18 Jahren). Für 26 Angeklagte endete der Prozess mit einem Freispruch.